# Tadsch al-Dīn Khātūn al-Safarriyya
Tadsch al-Dīn Khātūn al-Safarriyya (gest. 1121 in Merw) auch Bushali genannt, war eine Konkubine des türkischen Seldschuken-Sultans Malik Schah I. und Mutter der späteren Sultane Muhammad I. Tapar und Ahmad Sandschar.

## Leben
Als Konkubine von Malik Schah I. brachte Tadsch al-Din Khātūn al-Safarriyya vier Kinder zur Welt; drei Söhne und eine Tochter. Einer ihrer Söhne starb im Kindesalter, ihre beiden überlebenden Söhne waren die späteren Sultane Muhammad I. Tapar und Ahmad Sandschar. Ihre Tochter war Ismah Chatun, die später den 28. Abbasiden-Kalifen al-Mustazhir. (reg. 1094–1118) heiratete.